# Planophareus pallidus
Planophareus pallidus is een hooiwagen uit de familie Stygnidae.